# Euryoryzomys macconnelli
Euryoryzomys macconnelli is een zoogdier uit de familie van de Cricetidae. De wetenschappelijke naam van de soort werd voor het eerst geldig gepubliceerd door Thomas in 1910.

## Voorkomen
De soort komt voor in Brazilië, Colombia, Ecuador, Frans-Guyana, Guyana, Peru, Suriname en Venezuela.